# 布里德靈頓
布里德靈頓（英語：Bridlington）是英國的一個城市和民政教區，位於約克郡東海岸。據2011年英國人口普查，布里德靈頓有人口35,369人。

## 友好城市
- 法國 米约